# Ульяновка (Юрьевский район)
Ульяновка (укр. Улянівка) — село,
Алексеевский сельский совет,
Юрьевский район,
Днепропетровская область,
Украина.
Код КОАТУУ — 1225980319. Население по переписи 2001 года составляло 30 человек .

## Географическое положение
Село Ульяновка находится у истоков безымянной пересыхающей речушки,
ниже по течению на расстоянии в 1 км расположено село Новочерноглазовское.